# Богданович Владислав Леонардович
Богданович Владислав Леонардович (27 вересня 1890 (або 1891), Маріуполь — 25 лютого 1956, Лондон) — військовий моряк, учасник Білого руху, письменник. Член Російського економічного товариства.

## Біографія
Народився 27 вересня 1890 року в місті Маріуполь, Маріупольського повіту, Катеринославської губернії, Російської імперії.
Здобув освіту в Московському університеті.
Під час Першої світової війни служив на флоті. З юнкера стає офіцером флоту в 1916 році. Далі служить мічманом, помічником начальника управління морського транспорту в Архангельську.
З 27 листопада 1918 року перейшов в Добровольчий флот на якому служив до 1919 року на тій же посаді.
У 1919 році емігрував до Лондона, де працював в урядовому транспортному комітеті. Залишився в еміграції та працював фахівцем з морського транспорту. Був членом Російського економічного товариства.
Помер 25 лютого 1956 року в Лондоні.

## Родина
Був одружений з Ганною Фрідріхівною Екштейн, донькою статського радника.
У 1917 році у Богдановича народився син Андрій, який в подальшому здобув освіту лікаря та став офіцером англійського флоту.

## Творчість
Свою творчість (в тому числі і статті) публікував в «Морському журналі» з 1928 по 1932 рр. Був редактором окремої рубрики з мореплавства. Серед статей:
- К вопросу о создании единой морской семьи / Владислав Л. Богданович // Морской журнал. — октябрь 1930 г.(рос.)[5]

В журналі Російського економічного товариства «Journal of the Russian Economic Association» (№ 6) було видано і доповідь, яку Богданович напередодні зачитав у Лондоні в 1921 році перед членами РЕО:
- Северный морской путь в Сибирь, его значение для ближайшего будущего и торговая организация(рос.)[8]

Як учасник Білого руху та громадянської війни в Росії, порівнюючи російську та американську історії у 1931 виклав думки у статті «Томас Пейн в борьбе за независимость США»
Літературні твори публікувалися також й у журналі «La Sentinelle».